# Papago
NAVER papago（ネイバー・パパゴ、韓: 네이버 파파고）とは、韓国のネイバーが提供している翻訳サイトおよび翻訳アプリ。音声や画像からの翻訳が可能であり、13の言語に対応している。「papago」とはエスペラントで「オウム」を意味する言葉である。

## 対応言語
- 英語
- 韓国語
- 日本語
- 中国語（簡体字、繁体字）
- スペイン語
- フランス語
- ドイツ語
- ロシア語
- ポルトガル語
- イタリア語
- ベトナム語
- タイ語
- インドネシア語
- ヒンディー語